# George A. Anderson
George Alburtus Anderson (* 11. März 1853 im Botetourt County, Virginia; † 31. Januar 1896 in Quincy, Illinois) war ein US-amerikanischer Politiker. Zwischen 1887 und 1889 vertrat er den Bundesstaat Illinois im US-Repräsentantenhaus.

## Leben
Im Jahr 1855 zog George Anderson mit seinen Eltern in das Hancock County in Illinois. Er besuchte die öffentlichen Schulen seiner neuen Heimat und absolvierte im Jahr 1876 das Carthage College. Nach einem anschließenden Jurastudium und seiner 1878 erfolgten Zulassung als Rechtsanwalt begann er ab 1880 in Quincy in diesem Beruf zu arbeiten. In den Jahren 1884 und 1885 fungierte er dort als städtischer Anwalt. Politisch schloss er sich der Demokratischen Partei an.
Bei den Kongresswahlen des Jahres 1886 wurde Anderson im zwölften Wahlbezirk von Illinois in das US-Repräsentantenhaus in Washington, D.C. gewählt, wo er am 4. März 1887 die Nachfolge von James M. Riggs antrat. Da er im Jahr 1888 auf eine weitere Kandidatur verzichtete, konnte er bis zum 3. März 1889 nur eine Legislaturperiode im Kongress absolvieren. Nach dem Ende seiner Zeit im US-Repräsentantenhaus praktizierte Anderson wieder als Anwalt. Er starb am 31. Januar 1896 in Quincy, wo er auch beigesetzt wurde.